# Sara Chacón Zúñiga
Sara Chacón Zúñiga (Guayaquil, junio de 1914-Nueva York, enero de 1998) se convirtió en la primera ganadora del título de Miss Ecuador, otorgada el 11 de febrero de 1930, cuando contaba con 16 años y estudiaba en el colegio La Inmaculada. Por ganar el título nacional tuvo el derecho de representarnos en el Miss América Internacional 1930, donde quedó como Primera finalista.
En 1930 tuvo como su secretario particular al futuro escritor Alfredo Pareja Diez Canseco, quien escribió la novela La señorita Ecuador con base en su tiempo al servicio de Chacón.
Ella mantuvo el título por 25 años ya que debido a los conflictos nacionales e internacionales, no se llevó a cabo otro concurso hasta 1955. Murió en Nueva York en enero de 1998.
El 7 de diciembre de 1930 se casó con Carlos Freile Chacón Espinel a pesar de la desaprobación de sus padres.